# La víbora de la mar (juego)
La víbora de la mar es un juego de tradición mexicana oral con origen en el romance español, muy popular quizá hasta nuestros días, pese al cambio de hábitos en el entretenimiento de los infantes. Ha sido por mucho tiempo una de las rondas de juegos infantiles más populares en México y el resto de Hispanoamérica aunque según diversas referencias y algunas prácticas actuales también tiene un origen para juego de adultos desde hace varios siglos.

También suele utilizarse como canto o juegos en las bodas, junto con los novios e invitados.

## Instrucciones
Consiste en formar una fila de niños uno tras otro tomándose de la cintura o de los hombros. Esta fila comienza a bailar, pasando bajo los brazos extendidos hacia arriba (formando un arco) de dos niños que están tomados de la mano y viéndose de frente. Un niño es Sandía y el otro es Melón.
Todos los niños comienzan a cantar la melodía que tiene el juego y, a la vez, los niños que conforman la fila empiezan a correr (sin separarse) para pasar varias veces bajo los brazos de los dos niños, los que se separen perderán y saldrán del juego.
Si al pasar por debajo de los brazos, alguno de los niños que baila, es sorprendido por el último verso de la canción, los niños con los brazos extendidos hacia arriba, los bajan capturando a quien pase en ese momento.
A esto los niños que forman el arco le preguntan: «¿Con quién te quedas, con Melón o con Sandía?». Dependiendo de la elección, el niño debe colocarse detrás de la fila, ya sea de «melón» o de «sandía», formando así otro arco por donde todos deben pasar.
Cuando ya todos los niños que conformaban la fila han quedado repartidos, entre «melón» o «sandía», las filas resultantes deberán competir utilizando una cuerda con un pañuelo amarrado a la mitad. Las filas jalarán la cuerda a fin de ganarle al otro equipo.

## Canción
"A la víbora, víbora

de la mar, de la mar

por aquí pueden pasar.

Los de adelante corren mucho

y los de atrás se quedarán

tras, tras, tras, tras.
Una mexicana que frutas vendía

ciruela, chabacano, melón o sandía.

Verbena, verbena, jardín de matatena.

Que llueva, que llueva, la virgen de la cueva.

Campanita de oro déjame pasar,

Con todos mis hijos menos el de atrás

Tras, tras, tras, tras.

Será melón, será sandía

será la vieja del otro día

día, día, día, día.

## Variantes
En México, se ha vuelto muy popular jugar a la víbora de la mar en las bodas tradicionales mexicanas. En esta variación suelen separarse los hombres y las mujeres, el novio sujeta el velo o la cola del vestido de la novia, colocados ambos en sendas sillas. Ambos forman así el arco por donde todos pasan. En este caso no se canta sino que se sigue el ritmo de la música, la cual suena cada vez más rápido. Los participantes intentarán derribar al novio y al mismo tiempo mantener completa la «víbora» mientras corren unidos entre mesas, sillas y los novios. Al derribar al novio se termina el juego y posteriormente de acuerdo al sexo de los participantes, la novia arroja desde su silla el ramo y el novio su corbata.

## Argentina y Uruguay
En Argentina y Uruguay, el juego se llama “Martín Pescador”. Los niños que corren en fila dicen al llegar al "puente": "Martín Pescador, ¿me dejará pasar?". A lo que responden los del puente: "Pasará, pasará, pero el último (la) quedará". El último niño queda "apresado", y se le hace elegir entre dos opciones ya convenidas entre los jugadores que forman el puente (colores, flores, frutos, gustos de helado, etc.); según la opción que elija el jugador se ubica en la fila correspondiente.